# Kościół St Étienne du Mont w Paryżu
Kościół St Étienne du Mont (pol. św. Szczepana ze Wzgórza) kościół w Paryżu, w pobliżu Panteonu w 5. okręgu paryskim. Miejsce przechowywania szczątków św. Genowefy, patronki Paryża. Obiekt stoi w kulminacyjnym punkcie lewobrzeżnej części stolicy Francji - na Wzgórzu św. Genowefy (Montagne Sainte-Geneviève). W kościele znajduje się grobowiec Pascala i Racine’a oraz kilka poloników.

## Lokalizacja
Kościół stoi w bezpośrednim sąsiedztwie Panteonu, przy niewielkim placu na jego tyłach - Placu św. Genowefy (Pl. Sainte-Geneviève). Sąsiaduje z Liceum Henryka IV. Najbliższa stacja metra to Cardinal Lemoine.

## Historia
W VI wieku na terenie opactwa Św. Genowefy pochowana została patronka Paryża, dla utrzymania żywego kultu której wzniesiona została kaplica pod wezwaniem Marii Panny, a następnie św. Jana. Obiekty te okazały się niewystarczające dla tłumów wiernych i w 1222 r. papież Honoriusz III wyraził zgodę na budowę nowego kościoła, tym razem pod wezwaniem św. Szczepana. I ten obiekt poddawany był licznym rozbudowom.

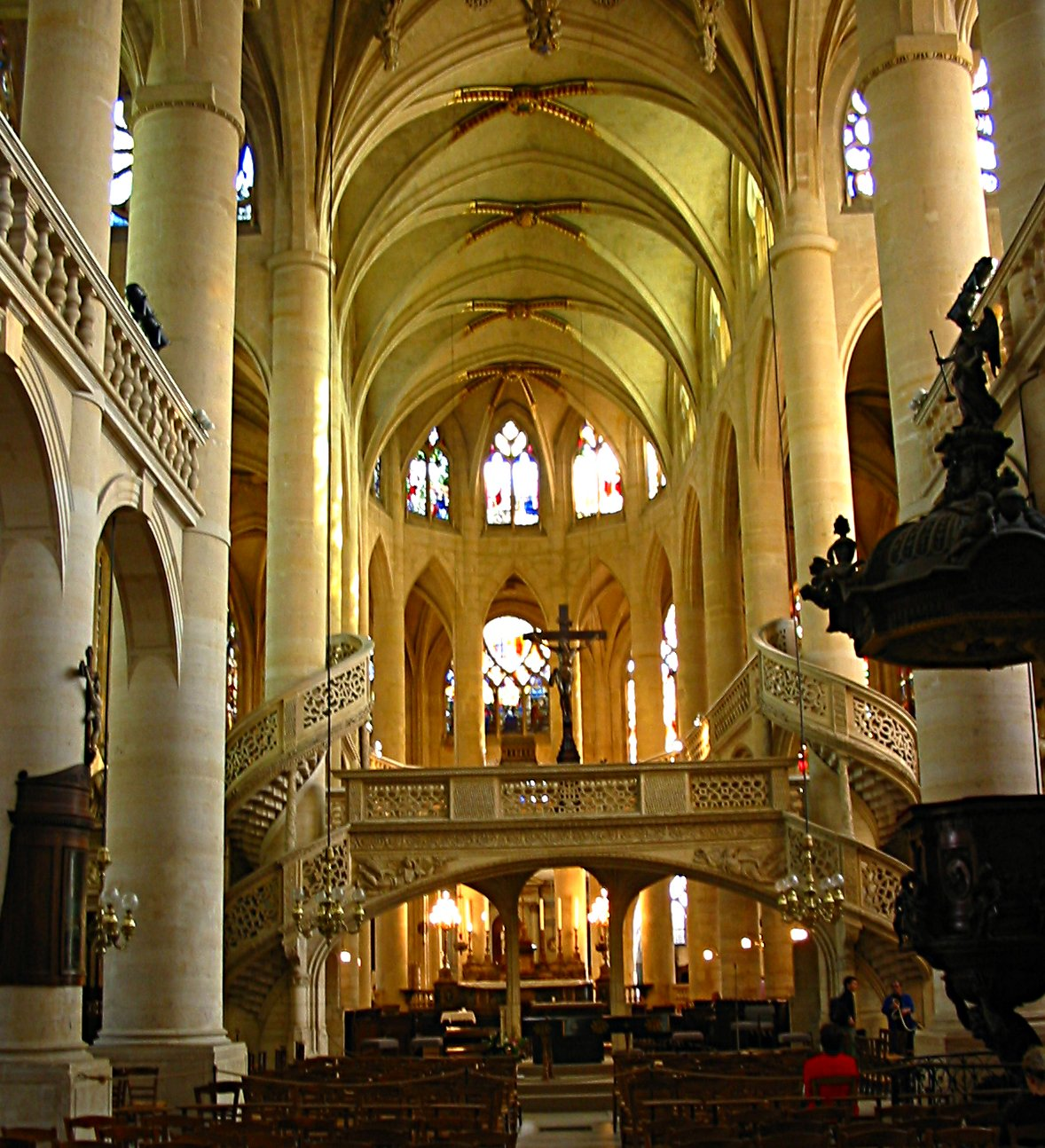
Wnętrze kościoła St. Etienne Du Mont z widokiem na lektorium

W XV wieku mnisi z opactwa Św. Genowefy zdecydowali się na oddanie części swojej ziemi i generalną przebudowę kościoła, który zachował się do naszych czasów. Architekt Étienne Viguier zaprojektował dla obiektu apsydę i dzwonnicę, na której w 1500 roku zawisły dwa nowe dzwony. Dalsza rozbudowa oraz przekształcenia wnętrza trwały przez całe lata 30. XVI w. Kościół został utrzymany w stylu flamandzkiego gotyku płomienistego. W 1610 roku Małgorzata de Valois położyła pierwszy kamień pod budowę fasady, którą zresztą w dużym stopniu sfinansowała. W roku 1626 kościół był zasadniczo gotowy; 10 lat później otrzymał jedynie nowy prospekt organowy. W wiekach XVII i XVIII kościół należał do najważniejszych świątyń w mieście.
W czasie rewolucji kościół został zamknięty, a następnie, w ramach promowania nowych, republikańskich wartości, zmieniony na „Świątynię Miłości Synowskiej”. Fasada została ogołocona z licznych wizerunków świętych i posągów. W 1801 r. do kościoła wrócili wierni katoliccy, a w 1805 r. w kościele mszę św. celebrował papież Pius VII. W czasach II Cesarstwa architekt Victor Baltard dokonał ostatniej większej przebudowy kościoła: dobudował kilka kaplic oraz przywrócił przedrewolucyjny wygląd frontu budynku. W 1857 r. kościół stał się areną morderstwa: Jean-Louis Verger, ekskomunikowany kapłan, zabił ówczesnego kanonika kościoła.
W 1997 r. kościół odwiedził Jan Paweł II i odprawił tam mszę w ramach Światowych Dni Młodzieży.
Wewnątrz kościoła znajduje się jedyne zachowane w Paryżu lektorium zbudowane prawdopodobnie w latach 1530-1535 przez Philiberta Delorme, położone nad środkową nawą, z dwoma kunsztownie wyrzeźbionymi ciągami kręconych schodów.

## Polonica
W prawej nawie bocznej, na wysokości lektorium, znajdują się dwie płyty nagrobne z łacińskimi inskrypcjami z XVI w. Mówią one o polskich studentach, zmarłych w Paryżu w tym czasie. Jednym z nich był szlachcic, Jerzy Polemicki (lat 24), urodzony w Prusach, zmarły w 1578. Płytę ufundował brat. Drugi uhonorowany zmarły to Mikołaj Uhrowiecki - w tym przypadku fundatorami nagrobka byli przyjaciele - Aleksy Drohiczyński i Bazyli Drzewiński. Zmarły był także szlachcicem, początkowo studiującym w Niemczech (pięć lat), później w Paryżu (dwa lata). Znał języki: łaciński, hebrajski i grecki. Zmarł 3 marca 1597, mając 20 lat.